# Teresa Bazała
Teresa Zdzisława Bazała (ur. 1 stycznia 1955 w Jugowie) – polska polityk, nauczycielka, działaczka społeczna i samorządowa, posłanka na Sejm I kadencji.

## Życiorys
Absolwentka Liceum Ogólnokształcącego im. Henryka Sienkiewicza w Nowej Rudzie z 1973. W 1977 ukończyła studia na Wydziale Filozoficzno-Historycznym Uniwersytetu Wrocławskiego. Pracowała jako nauczycielka historii w szkołach w Nowej Rudzie.
W wyborach samorządowych w 1990 została wybrana na radną gminy Nowa Ruda, następnie została przewodniczącą rady (pełniła tę funkcję do 1994). Od 1991 do 1993 sprawowała także mandat posłanki na Sejm I kadencji wybranej z listy Wyborczej Akcji Katolickiej w okręgu wałbrzyskim (nie uzyskała reelekcji na kolejną kadencję). W 1998 została radną powiatu kłodzkiego z ramienia AWS (nie uzyskała reelekcji w 2002). Należała do Zjednoczenia Chrześcijańsko-Narodowego, później związała się z Prawem i Sprawiedliwością, z ramienia którego w 2006 bezskutecznie ubiegała się o mandat radnej powiatu. W wyborach samorządowych w 2010 bez powodzenia kandydowała do rady gminy Nowa Ruda z listy lokalnego komitetu. Mandat radnej uzyskała w 2014, objęła funkcję wiceprzewodniczącej rady; nie została wybrana na kolejną kadencję w 2018. W 2024 ponownie wystartowała do rady powiatu.
Stanęła na czele Fundacji Odnowy Ziemi Noworudzkiej, objęła również stanowiska redaktora naczelnego i sekretarza rady naukowej czasopisma „Ziemia Kłodzka”. Współtworzyła Klub Inteligencji Katolickiej w Nowej Rudzie, którego została prezesem. Weszła w skład rady Fundacji Otwartego Muzeum Techniki. Była organizatorką Sejmików Szkół Karpackich oraz sympozjów naukowych poświęconych profesorowi Josephowi Wittigowi. Opiekunka domu mieszczącego Muzeum Josepha Wittiga. Zaangażowana w działalność charytatywną w ramach organizacji „Pomoc Maltańska”. Organizatorka wydarzeń społeczno-kulturalnych w ramach Polsko-Czeskich Dni Kultury Chrześcijańskiej, została też prezesem Ochotniczej Straży Pożarnej w Ludwikowicach Kłodzkich.

## Odznaczenia i wyróżnienia
- Krzyż Kawalerski Orderu Odrodzenia Polski (2011)[13]
- Srebrny Krzyż Zasługi (2001)[14]
- Złoty Medal za Długoletnią Służbę (2012)[3]
- Medal „Pro Patria” (2020)[15]
- Tytuł „Zasłużony dla Miasta Nowa Ruda” (2013)[11]
- Nagroda Marszałka Województwa Dolnośląskiego (2014)[16]
- Nagroda Kulturalna Dolnego Śląska „Silesia” (2017)[17]